# Illustratoren von Kinder- und Jugendliteratur
Diese Liste versammelt Illustratoren von Kinder- und Jugendliteratur, die mit einem eigenen Artikel versehen sind und u. a. auch Bilderbücher bearbeitet haben.

## Namensliste

### A
- Suekichi Akaba (J, 1910–1990)
- Jez Alborough (UK, * 1959)
- Lena Anderson (SWE, * 1939)
- Kerry Argent (AUS, * 1960)

### B
- Verena Ballhaus (D, * 1951)
- Helga Bansch (A, * 1957)
- Jutta Bauer (D, * 1955)
- Bettina Bauer-Ehrlich (A, 1903–1985)
- Pauline Baynes (GB, 1922–2008)
- Hans de Beer (NL, * 1957)
- Gunilla Bergström (S, 1942–2021)
- Rotraut Susanne Berner (D, * 1948)
- Fanny von Bernstorff (D, 1840–1930)
- Käthi Bhend (CH, * 1942)
- Stephen Biesty (GB, 1961–2024)
- Hannes Binder (CH, * 1947)
- Quentin Blake (GB, * 1932)
- Aljoscha Blau (D, * 1972)
- Manfred Bofinger (D, 1941–2006)
- Ida Bohatta (A, 1900–1992)
- Bine Brändle (D, 1975)
- Beatrice Braun-Fock (NL, D, 1898–1973)
- Silke Brix-Henker (D, * 1951)
- Lilian Brøgger (DK, * 1950)
- Nele Brönner (D, * 1977)
- Anthony Browne (GB, * 1946)
- Dick Bruna (NL, 1927–2017)
- Albín Brunovský (SK, 1935–1997)
- Quint Buchholz (D, * 1957)
- Sabine Büchner (D, * 1964)
- Nadia Budde (D, * 1967)
- John Burningham (GB, 1936–2019)
- Nick Butterworth (GB, * 1946)

### C
- Alois Carigiet (CH, 1902–1985)
- Eric Carle (USA, 1929–2021)
- Chen Chih-Yuan (Taiwan, * 1975)
- Chen Jianghong (China / Frankreich, * 1963)
- Mariana Chiesa Mateos (Argentinien / Spanien / Italien, * 1967)
- Lauren Child (UK, * 1967)
- Iwona Chmielewska (Polen, * 1960)
- Silvia Christoph (D, * 1950)
- Gabriela Cichowska (Polen, * 1984)
- Babette Cole (UK, 1950–2017)
- Barbara Cooney (USA, 1917–2000)
- Philippe Corentin (F, 1936–2022)
- Katy Couprie (F, * 1966)
- Rie Cramer (NL, 1887–1977)
- Kitty Crowther (Belgien, 1970)
- Walter Crane (GB, 1845–1915)

### D
- Gisela Degler-Rummel (D, 1940–2010)
- Tony DiTerlizzi (USA, * 1969)
- Hans-Günther Döring (D, * 1962)
- Daniela Drescher (D, * 1966)
- Nina Dulleck (D, * 1975)

### E
- Heinz Edelmann (D, 1934–2009)
- Stasys Eidrigevičius (P, * 1949)
- Karl Elleder (A, 1860–1941)
- Katrin Engelking (D, * 1970)
- Klaus Ensikat (D, * 1937)
- Enzo (Taiwan, * 1973)
- Wolf Erlbruch (D, 1948–2022)

### F
- Ian Falconer (USA, 1959–2023)
- Philippe Fix (F, * 1937)
- Fedor Flinzer (D, 1832–1911)
- René Follet (B, 1931–2020)
- Bengt Fosshag (D, * 1940)
- Lilo Fromm (D, 1928–2023)

### G
- Sally Gardner (GB, * 1954)
- Wilfried Gebhard (D, * 1944)
- Winnie Gebhardt-Gayler (D, 1929–2014)
- Harrie Geelen (NL, * 1939)
- Tibor Gergely (H, 1900–1978)
- Cinzia Ghigliano (I, * 1952)
- Iskender Gider (D, * 1957)
- Milton Glaser (USA, 1929–2020)
- Jacky Gleich (D, * 1964)
- Amelie Glienke (D, * 1945)
- Debi Gliori (GB, * 1959)
- Edward Gorey (USA, 1925–2000)
- Betina Gotzen-Beek (D, * 1965)
- Mario Grasso (CH, 1941–2018)
- Emily Gravett (GB, * 1972)
- Maria Grengg (A, 1888–1963)
- Johannes Grüger (D, 1906–1992)

### H
- Renate Habinger (A, * 1957)
- Jewhenija Haptschynska (UA, * 1974)
- Roger Hargreaves (GB, 1935–1988)
- Stefanie Harjes (D, * 1967)
- Tatjana Hauptmann (D, * 1950)
- Nikolaus Heidelbach (D, * 1955)
- Sybille Hein (D, * 1970)
- Helme Heine (D, * 1941)
- Egbert Herfurth (D, * 1944)
- Stian Hole (NOR, * 1969)
- Herbert Holzing (D, 1931–2000)
- Marie Hübner (D, * 1969)

### I
- Roberto Innocenti (I, * 1940)
- Yōko Imoto (J, * 1944)

### J
- Janosch (P/D, * 1931)
- Susanne Janssen (D, * 1965)
- Barbara von Johnson (D, * 1942)
- Sita Jucker (CH, 1921–2003)
- Norman Junge (D, 1938–2022)

### K
- Julia Kaergel (D, * 1965)
- Manon Kahle (USA, * 1980)
- Marit Kaldhol (NOR, * 1955)
- Katja Kamm (D, 1969–2022)
- Regina Kehn (D, * 1962)
- Walter Kellermann (D, 1923–1990)
- Gudrun Keussen (D, 1920–2006)
- Ursula Kirchberg (D, * 1938)
- Erika Klein (D, 1935–2003)
- Werner Klemke (D, 1917–1994)
- Ole Könnecke (D, * 1961)
- Vitali Konstantinov (D, * 1963)
- Kolibri (D, * 1951)
- Thilo Krapp (D, * 1975)
- Ute Krause (D, * 1960)
- Volker Kriegel (D, 1943–2003)
- Doris Katharina Künster (D, * 1958)
- Ernst Kutzer (A, 1880–1965)

### L
- Claude Lapointe (F, 1938–2024)
- Heike Laufenburg (D, * 1961)
- Doris Lecher (CH, * 1962)
- Alan Lee (GB, * 1947)
- Pija Lindenbaum (SWE, * 1955)
- Siegfried Linke (D., 1934–1983)
- Leo Lionni (NL, I, 1910–1999)
- Sebastian Loth (D, * 1975)
- Antonin Louchard (F, * 1954)
- Jacques de Loustal (F, * 1956)

### M
- Adam Marczyński (P, 1908–1985)
- Dave McKean (GB, * 1963)
- David McKee (UK, 1935–2022)
- Robert McCloskey (USA, 1914–2003)
- Kat Menschik (D, * 1968)
- Ingeborg Meyer-Rey (D, 1920–2001)
- Jutta Mirtschin (D, * 1949)
- Valérie Michaut (F, * 1961)
- Reinhard Michl (D, * 1948)
- Ali Mitgutsch (D, 1935–2022)
- Jörg Mühle (D, * 1973)
- Jörg Müller (CH, * 1942)
- Jill Murphy (GB, 1949–2021)

### N
- Daniel Napp (D, * 1974)

- Alfred Neuwald (D, * 1962)
- Andreas Német (D, * 1973)
- Sven Nordqvist (SWE, * 1946)

### O
- Bernhard Oberdieck (D, * 1949)
- Sibylle von Olfers (D, 1881–1916)
- Winfried Opgenoorth (D/A, * 1939)

### P
- Květa Pacovská (CZ, * 1928)
- Marcus Pfister (CH, * 1960)
- Volker Pfüller (D, 1939–2020)
- Isabel Pin (F/D, * 1975)
- Claude Ponti (F, * 1948)
- Beatrix Potter (GB, 1866–1943)

### R
- Aiga Rasch (D, 1941–2009)
- Jane Ray (GB, * 1960)
- Margret Rettich (D, 1926–2013)
- Rolf Rettich (D, 1929–2009)
- Elisabeth Naomi Reuter (D, 1946–2017)
- Chris Riddell (ZA, * 1962)
- Annette Roeder (D, * 1968)
- Thomas Röhner (D, * 1955)
- Fernando Puig Rosado (E, 1931–2016)
- Tony Ross (GB, * 1938)

### S
- Robert Sabuda (USA, * 1965)
- Lasse Sandberg (SE, 1924–2008)
- Adele Sansone (A, * 1953)
- Richard Scarry (USA, 1919–1994)
- Kathrin Schärer (CH, * 1969)
- Axel Scheffler (D, * 1957)
- Eva Scherbarth (D, * 1929)
- Valeska Scholz (D, * 1980)
- Manfred Schlüter (D, * 1953)
- Peter Schössow (D, * 1953)
- Binette Schroeder (D, 1939–2022)
- Lieselotte Schwarz (D, 1930–2003)
- Sue Scullard (GB, * 1958)
- Brian Selznick (USA, * 1966)
- Jean-Jacques Sempé (F, 1932–2022)
- Maurice Sendak (USA, 1928–2012)
- Dr. Seuss (USA, 1904–1991)
- Elisabeth Shaw (IRL, DDR, 1920–1992)
- Bhajju Shyam (Indien, * 1971)
- Peter Sís (CZ, USA, * 1949)
- Edda Skibbe (D, * 1965)
- Zdeněk Smetana (CZ, 1925–2016)
- Brigitte Smith (D, * 1938)
- Imke Sönnichsen (D, * 1970)
- Grégoire Solotareff (F, * 1953)
- Helga Spieß (D, * 1940)
- Jürgen Spohn (D, 1934–1992)
- Pernilla Stalfelt (SWE, * 1962)
- Ralph Steadman (UK, * 1936)
- William Steig (USA, 1907–2003)
- Antje von Stemm (D, * 1970)
- Rüdiger Stoye (D, * 1938)
- Mirjam Jasmin Strube (D, *1975)

### T
- Shaun Tan (AUS, * 1974)
- Kerstin Thorvall (SWE, 1925–2010)
- Hans Ticha (D, * 1940)
- Anna-Clara Tidholm (SWE, * 1946)
- Thé Tjong-Khing (NL, * 1933)
- Marit Törnqvist (SWE, * 1964)
- Joelle Tourlonias (D, * 1985)
- Thorsten Trantow (D, * 1975)
- Franz Josef Tripp (D, 1915–1978)
- Tasha Tudor (USA, 1915–2008)
- Einar Turkowski (D, * 1972)

### U
- Tomi Ungerer (F, 1931–2019)

### V
- Chris Van Allsburg (USA, * 1949)
- Anne Velghe (B, * 1941)
- Max Velthuijs (NL, 1923–2005)

### W
- Uli Waas (D, * 1949)
- F. K. Waechter (D, 1937–2005)
- Philip Waechter (D, * 1968)
- Susi Weigel (A, 1914–1990)
- Else Wenz-Viëtor (D, 1882–1973)
- Eva Wenzel-Bürger (D, 20. Jahrhundert)
- Sabine Wiemers (D, * 1965)
- Kurt Wiese (USA, 1887–1974)
- David Wiesner (USA, * 1956)
- Ilon Wikland (EST, SWE, * 1930)
- Sabine Wilharm (D, * 1954)
- Józef Wilkoń (P, * 1930)
- Leonid Wiktorowitsch Wladimirski (RUS, 1920–2015)
- Edith Witt-Hidé (D, 1928–2009)
- Linda Wolfsgruber (A, * 1961)

### Z
- Franz Zauleck (D, * 1950)
- Irmgard Zoll (D, * 1938)
- Lisbeth Zwerger (A, * 1954)